# Solar da Quinta da Cruz
O Solar da Quinta da Cruz, igualmente conhecido como Solar dos Mascarenhas Marreiros Leite ou Hotel Capela das Artes, é uma quinta na vila de Alcantarilha, no Município de Silves, em Portugal. Foi classificado como Monumento de Interesse Público.

## Descrição
O solar apresenta uma aparência muito formal, sendo de realçar os vários vãos simétricos, com verga recta, sendo alguns com moldura trabalhada. No exterior existe uma escadaria, que dá acesso ao primeiro andar e às varandas. Destacam-se também os telhados de tesouro, típicos da região.
A capela, situada no interior do solar, já não possui os equipamentos relativos aos ritos religiosos, mas ainda conserva as paredes pintadas com frescos, com formas geométricas. Na cobertura tem uma cúpula em forma de calote esférica. Além do solar, o complexo também inclui um poço, e o antigo edifício do lagar.
O imóvel situa-se junto à entrada Oeste de Alcantarilha, tendo acesso pela Estrada Nacional 125.

## História
O edifício original do Solar terá sido construído no século XV, possuindo nessa altura apenas um piso. O complexo, que era propriedade da família Mascarenhas, sofreu várias alterações ao longo da sua história, incluindo a construção de vários pédios em redor do edifício principal, que recebeu mais um piso no século XVII. Em 1791, a capela foi consagrada por D. Francisco Gomes do Avelar, Bispo do Algarve.
A quinta foi de grande importância para o desenvolvimento económico da região, tendo sido um importante centro de produção agrícola, principalmente devido ao seu lagar de azeite, que era um dos poucos no Algarve ainda a trabalhar nos finais de setecentos. Este lagar foi o primeiro a vapor em território nacional. No interior da quinta também havia um poço, que serviu para abastecer os habitantes de Alcantarilha.
Na transição para o século XXI, o complexo da quinta estava num estado quase totalmente devoluto, tendo entre 2001 e 2002 sido alvo de grandes obras de remodelação e para adaptação numa unidade cultural e hoteleira, com o nome de Hotel Capela das Artes. Durante esta reconversão deu-se uma grande importância às vertentes cultural e artística, tendo o edifício do solar ficado dividido em várias salas polivalentes, que incluem um museu, uma fábrica de cerâmica e azulejo, salas para conferências e exposições, galerias, uma biblioteca, e ateliers de escultura e pintura. O antigo lagar, que preservou parte dos equipamentos originais, passou a ser uma oficina. Para a instalação das unidades de alojamento, foi construído um prédio de raiz, a alguma distância do edifício do solar.
Em 20 de Janeiro de 1986, a Casa do Algarve fez uma proposta para a classificação do complexo como um solar, tendo em 1 de Julho desse ano sido enviada uma missiva a informar a autarquia de Silves de que o edifício estava a ser alvo de um processo de classificação, com o nome de Solar dos Mascarenhas Marreiros Leite. Em 28 de Agosto de 2000, o proprietário propôs a classificação do edifício misto conhecido como Quinta da Cruz, e em 4 de Janeiro de 2008 foi feita uma nova proposta de classificação, desta vez por parte da Direcção Regional de Cultura do Algarve, como Solar com Capela e Lagar de Azeite. Em 8 de Janeiro de 2008 o director do Instituto de Gestão do Património Arquitectónico e Arqueológico emitiu um despacho para o início do processo, mas este acabou por caducar. O proprietário fez uma nova tentativa em 23 de Setembro de 2011, tendo o despacho para a abertura sido publicado em 27 de Outubro de 2011, e o Anúncio 17202/2011 colocou oficialmente o imóvel como estando em vias de classificação. Em 18 de Junho de 2012, a Secção do Património Arquictetónico e Arqueológico do Conselho Nacional de Cultura emitiu um parecer propondo que o conjunto tivesse a categoria de Monumento de Interesse Público, pelo que o IGESPAR propôs a classificação à Ministra da Cultura a classificação, através do Anúncio n.º 13285/2012, de 12 de Julho. O conjunto foi classificado como Monumento de Interesse Público pela Portaria n.º 621/2013, de 9 de Setembro, que também fixou a Zona especial de protecção.